# Bårnholm

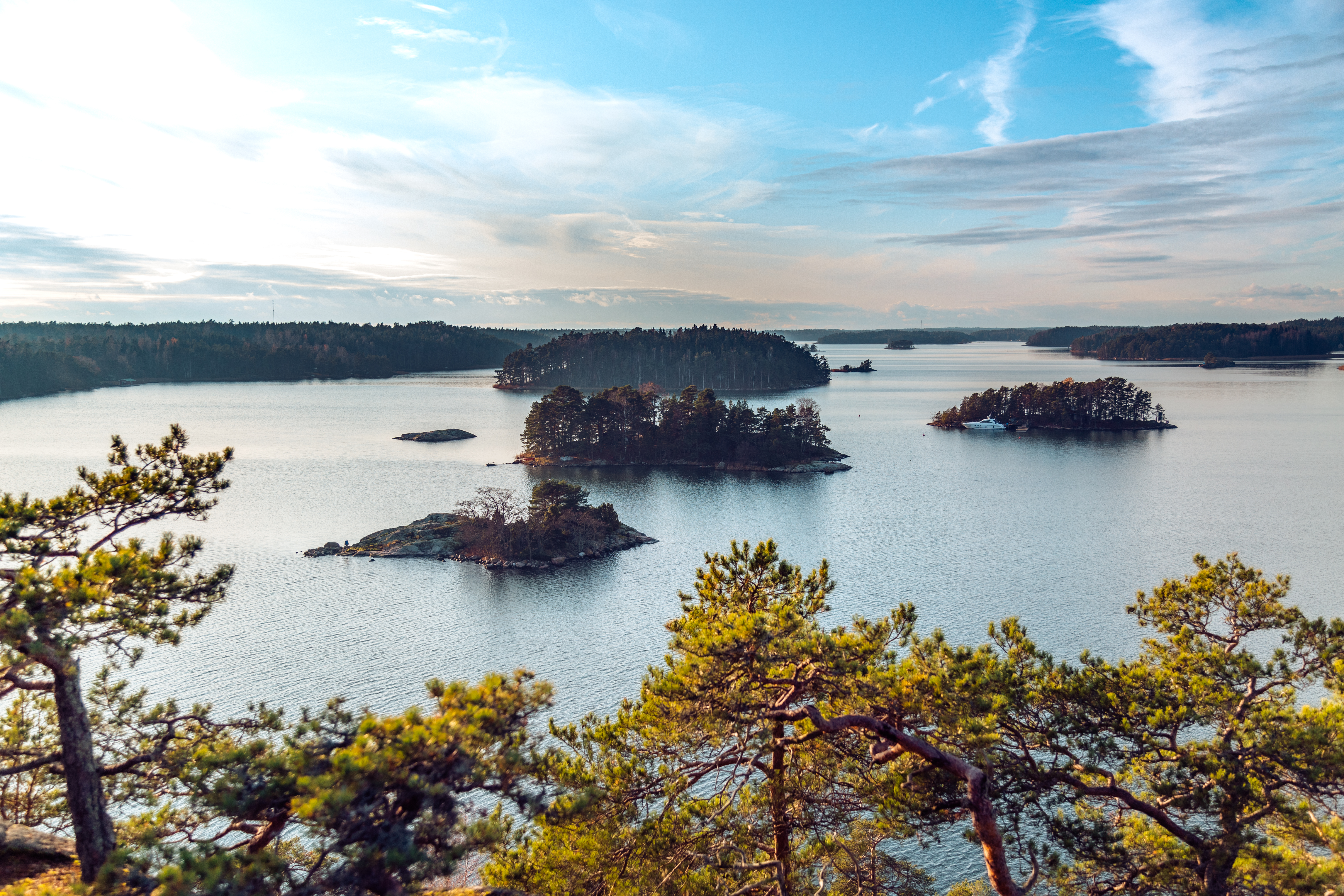
Vacker utsikt från den höga ön.

Bårnholm är en ö nära Sandö i Nagu,  Finland. Den ligger i Skärgårdshavet i Pargas stad i landskapet Egentliga Finland, i den sydvästra delen av landet. Ön ligger omkring 1 kilometer väster om Sandö, 11 kilometer öster om Nagu kyrka, 31 kilometer söder om Åbo och omkring 160 kilometer väster om Helsingfors. Närmaste allmänna förbindelse är förbindelsebryggan vid Pensar som trafikeras av M/S Nordep.
Öns area är 4,2 hektar och dess största längd är 380 meter i öst-västlig riktning.

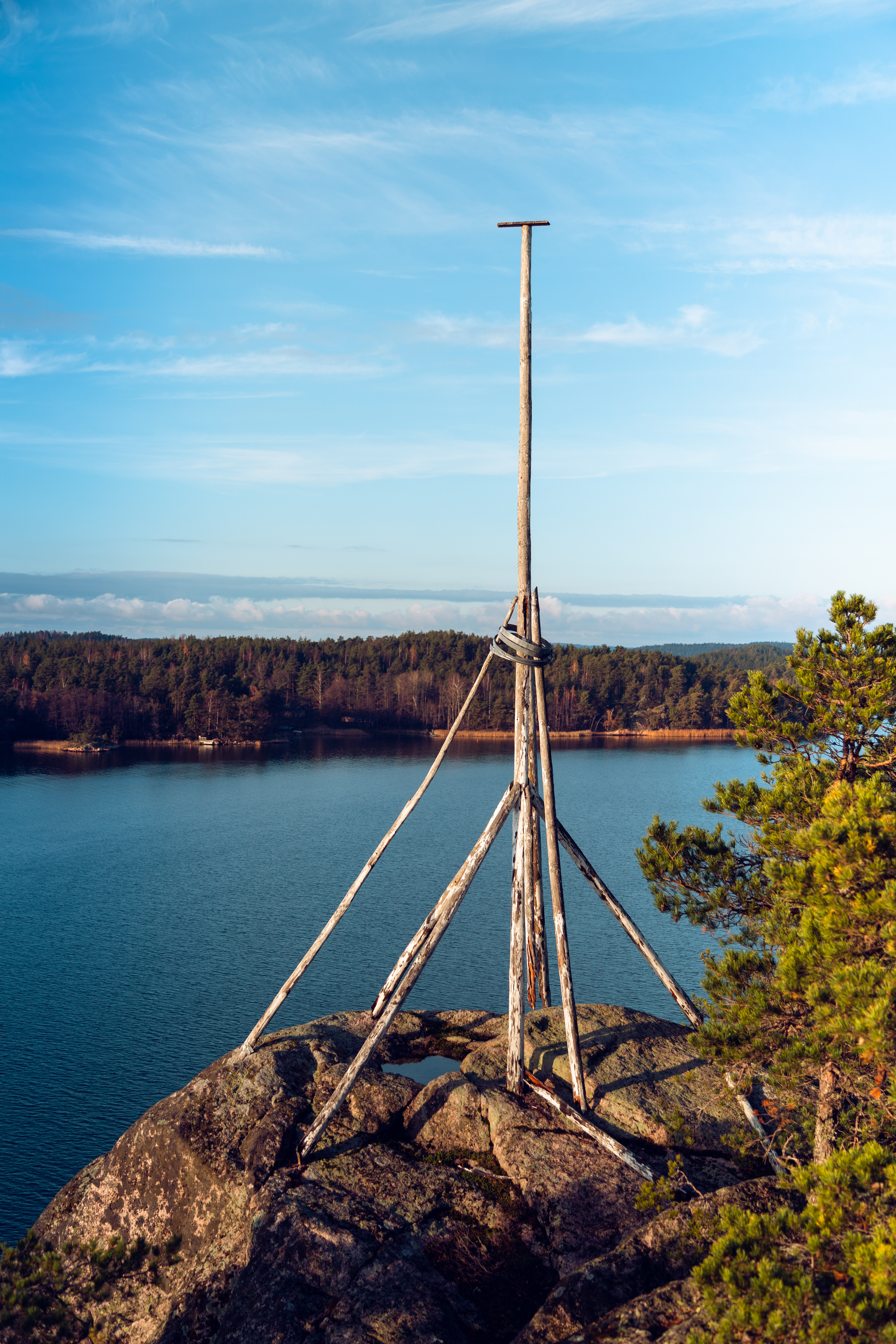
Sjömärke.